# صوفيا (دوقة فارملاند)
الأميرة صوفيا، دوقة فيرملاند (بالسويدية: Prinsessan Sofia hertiginna av Värmland) (الاسم عند الولادة: صوفيا كريستينا هيلكفيست؛ وُلدت في 6 ديسمبر 1984)،  هي إحدى أفراد العائلة المالكة السويدية. كانت صوفيا تعمل كعارضة أزياء وشاركت في برامج تلفزيون الواقع قبل زواجها من الأمير كارل فيليب عام 2015 وحصولها على لقب أميرة السويد. لدى الزوجين أربعة أطفال: الأمير ألكسندر، الأمير غابرييل، الأمير جوليان، والأميرة إينيس، ويشغلون المراتب الخامسة والسادسة والسابعة والثامنة على التوالي في ترتيب ولاية العرش السويدي.

## روابط خارجية
- الأميرة صوفيا دوقة فارملاند على موقع IMDb (الإنجليزية)